# Јевто Радуловић
Јевто Радуловић (Даниловград, 20. јануар 1914 — Земун, 14. јул 2007) био је редовни професор Пољопривредног факултета у Београду.

## Биографија
Рођен је 20. јануара 1914. у Пажићима, Даниловград, од оца Милована и мајке Саве, рођене Ђурановић. Гимназију је завршио у Подгорици 1933. године. Пољопривредно-шумарски факултет је завршио 1941. године у Београду. Докторирао је биолошке науке на Природно-математичком факултету (ПМФ) у Београду 1951. године. Докторска дисертација је имала наслов „Неке функционалне особености срца расхлађеног пацова и дејство B1 витамина на радну способност миокарда“, а ментор је био Илија Ђуричић. Специјализовао је физиологију на Ветеринарском факултету и ПМФ у Београду и радиокативне изотопе у Институту за нуклеарне науке „Руђер Бошковић“ у Загребу.
Био је референт за исхрану у Команди Ваздухопловства Земун (1940.-41 године), шеф Одсека за пољопривреду у Влади Србије 1945.-46 године. Од 1946. био је запослен на Пољопривредном факултету, прво као асистент (од 1946), па доцент (од 1952), ванредни професор (од 1957) и редовни професор (од 1964) до пензионисања 1981. године. Био је шеф Катедре за физиологију Пољопривредног факултета од 1958.
Био је стипендиста УНЕСКО на специјализацији радиобиологије у Нуклеарном центру Брукхевен (Brookhaven) у Њујорку, 1959.-60 године.
У Југославији и Србији је био члан Комисије за научна звања РЗ Србије, члан Савезне комисије за медицинска истраживања, члан Савезне комисије за нуклеарну енергију, председник научног већа млекарског института Југославије, члан Комитета за координацију научних делатности Југославије при СИВ, члан Научног Савета Републике Србије.
Био је члан Краљевског друштва за медицину (The Royal Society of Medicine Лондон, од 1959), Америчког друштва за унапређење науке (The American Association for the Advancement of science Вашингтон, од 1958), Међународног друштва за трансфузију крви (International Society of blood Transfusion Париз, од 1958), научног савета Међународног друштва за исхрану (Хановер), Међународне федерације фармацеута (Federation International Pharmaceutical Хаг, од 1959), научног савета Међународног друштва за проучавање болести цивилизације и заштиту околине (Scientific Council of International Society for Research on Civilisation Diseases and Environment Хановер, Брисел од 1960).
Осим српског, говорио је енглески и француски, а служио се и немачким, руским и италијанским језиком.
Био је учесник Другог светског рата (1941-42 и 1944-45). Био је православни Србин. Оженио се Ксенијом Шарић, 14. јула 1948. и са њом је имао синове Владана (1949) и Бранимира (1951). Владан Радуловић је редовни професор Рударско-геолошког факултета у Београду, а Бранимир лекар у Клиничко-болничком центру Земун. 
Од признања добио је: медаљу Andreas Vesalius 1956. у Бриселу, медаљу Sempre imparo 1958. у Бриселу, орден рада за златним венцем 1981. године у Београду, плакету и повељу Пољоприведног факултета 1970. године и шест похвалница од студенстких организација (1972-1975 итд).
Умро је 14. јула 2007. године у Земуну у болници и сахрањен 17. јула на гробљу у Даниловграду.

## Научни рад
Аутор је теорије о биолошком освајању космоса уз примену хипотермије. Објавио је преко 55 научних радова, од тога 30 радова на енглеском, француском и немачком језику.
Неки од значајнијих радова су: L'activite cardiaque au retour d'une profonde hypothermie letargique (1956), Effect of Insulin on the Heart in Situations of Cooled Homeotherm (1959), Aneasthetic Effect of Hypothermia (1960), Protective Role of Hypotermia Against X-Rays (1960), Animal Proteins Replacement by Plantal Proteins in the Nutrition of Calves (1978).
Са руског језика је превео уџбеник „Анатомија и физиологија домаћих животиња“, аутори су Б. К. Гиндце и А. В. Леонтович, превод има 190 страна, штампан 1949. године у Београду, идавач „Пољопривредно издавачко предузеће“.
Учествовао је рефератима на двадесет међународних и десет домаћих научних конгреса и конференција.